# Datagram Transport Layer Security
Datagram Transport Layer Security (DTLS) és un protocol de comunicacions que aporta seguretat a les aplicacions basades en datagrames dins el protocol UDP. Creat a través de documents de recomanacions de l'organització IETF.

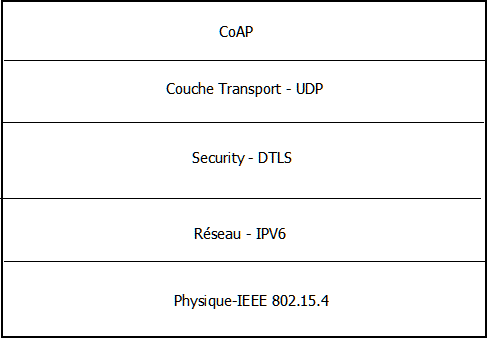
Fig.1 Exemple de capes OSI emprant protocols UDP i TLSP

## Definició normativa
Els següents documents especifiquen al protocol DTLS :
- RFC 6347 especifica User Datagram Protocol (UDP),
- RFC 5238 especifica Datagram Congestion Control Protocol (DCCP),
- RFC 5415 especifica Control And Provisioning of Wireless Access Points (CAPWAP),
- RFC 6083 especifica Stream Control Transmission Protocol (SCTP) encapsulation,
- RFC 5764 especifica Secure Real-time Transport Protocol (SRTP) després anomenat DTLS-SRTP en un esborrany amb Secure Real-Time Transport Control Protocol (SRTCP).

DTLS 1.0 està basat en TLS 1.1, i DTLS 1.2 està basat en TLS 1.2.

## Implementacions
En forma de biblioteques:
| Implementació                              | DTLS 1.0 | DTLS 1.2 |
| ------------------------------------------ | -------- | -------- |
| Botan                                      | Sí       | Sí       |
| cryptlib                                   | No       | No       |
| GnuTLS                                     | Sí       | Sí       |
| Java Secure Socket Extension               | No       | No       |
| LibreSSL                                   | Sí       | No       |
| libsystools                                | Sí       | No       |
| MatrixSSL                                  | Sí       | Sí       |
| mbed TLS (previously PolarSSL)             | Sí       | Sí       |
| Network Security Services                  | Sí       | Sí       |
| OpenSSL                                    | Sí       | Sí       |
| PyDTLS                                     | Sí       | Sí       |
| RSA BSAFE                                  | No       | No       |
| SChannel XP/2003, Vista/2008               | No       | No       |
| SChannel 7/2008R2, 8/2012, 8.1/2012R2, 10  | Sí       | No       |
| Secure Transport OS X 10.2-10.7 / iOS 1-4  | No       | No       |
| Secure Transport OS X 10.8-10.10 / iOS 5-8 | Sí       | No       |
| SharkSSL                                   | No       | No       |
| tinydtls                                   | No       | Yes      |
| wolfSSL (previously CyaSSL)                | Yes      | Yes      |
| Implementació                              | DTLS 1.0 | DTLS 1.2 |

En forma d'aplicació :
- Cisco AnyConnect VPN Client usa TLS i DTLS
- Cisco InterCloud Fabric usa DTLS
- F5 Networks Edge VPN Client usa TLS i DTLS
- Citrix Systems NetScaler uses DTLS per assegurar UDP
- Navegadors Web : Google Chrome, Opera and Firefox suporta DTLS-SRTP per WebRTC